# Droga klasy GP
Droga klasy GP, droga główna ruchu przyspieszonego (potocznie droga szybkiego ruchu) – jedna z klas dróg publicznych według podziału wprowadzonego przez Rozporządzenie Ministra Transportu i Gospodarki Morskiej w sprawie warunków technicznych jakim powinny odpowiadać drogi publiczne i ich usytuowanie (Dz.U. z 2016 r. poz. 124). Rozporządzenie określa jakie wymagania techniczne i użytkowe powinna spełniać droga tej klasy. Wymagania te uzależnione są od prędkości projektowej dla danej drogi. Dla klasy GP dopuszcza się trzy prędkości projektowe na terenie zabudowy: 60, 70 i 80 km/h oraz cztery prędkości projektowe poza terenem zabudowy: 80, 90, 100 i 110 km/h. Drogi klasy GP mogą należeć do kategorii dróg krajowych lub wyjątkowo dróg wojewódzkich, dróg powiatowych oraz dróg gminnych.
| Prędkość projektowa [km/h]                                                                          | Prędkość projektowa [km/h]                                                                          | Prędkość projektowa [km/h]                                                                          | 60   | 70   | 80   | 100  |
| --------------------------------------------------------------------------------------------------- | --------------------------------------------------------------------------------------------------- | --------------------------------------------------------------------------------------------------- | ---- | ---- | ---- | ---- |
| Najmniejsza szerokość drogi w liniach rozgraniczających [m]                                         | jednojezdniowej                                                                                     | 2 pasy ruchu                                                                                        | 30   | 30   | –    | –    |
| Najmniejsza szerokość drogi w liniach rozgraniczających [m]                                         | dwujezdniowej                                                                                       | 4 pasy ruchu                                                                                        | 40   | 40   | –    | –    |
| Najmniejsza szerokość drogi w liniach rozgraniczających [m]                                         | dwujezdniowej                                                                                       | 6 pasów ruchu                                                                                       | 50   | 50   | –    | –    |
| Najmniejsza szerokość drogi w liniach rozgraniczających poza terenem zabudowy [m]                   | jednojezdniowej                                                                                     | 2 pasy ruchu                                                                                        | 25   | 25   | 25   | 25   |
| Najmniejsza szerokość drogi w liniach rozgraniczających poza terenem zabudowy [m]                   | dwujezdniowej                                                                                       | 4 pasy ruchu                                                                                        | 35   | 35   | 35   | 35   |
| Najmniejsza szerokość drogi w liniach rozgraniczających poza terenem zabudowy [m]                   | dwujezdniowej                                                                                       | 6 pasów ruchu                                                                                       | 45   | 45   | 45   | 45   |
| Szerokość pasa ruchu [m]                                                                            | na terenie zabudowy                                                                                 | na terenie zabudowy                                                                                 | 3,5  | 3,5  | –    | –    |
| Szerokość pasa ruchu [m]                                                                            | poza terenem zabudowy                                                                               | poza terenem zabudowy                                                                               | 3,5  | 3,5  | 3,5  | 3,5  |
| Minimalne odległości między skrzyżowaniami [m]                                                      | na terenie zabudowy                                                                                 | na terenie zabudowy                                                                                 | 1000 | 1000 | –    | –    |
| Minimalne odległości między skrzyżowaniami [m]                                                      | poza terenem zabudowy                                                                               | poza terenem zabudowy                                                                               | 2000 | 2000 | 2000 | 2000 |
| Największa długość odcinka prostego [m]                                                             | Największa długość odcinka prostego [m]                                                             | Największa długość odcinka prostego [m]                                                             | 1000 | 1200 | 1500 | 2000 |
| Najmniejsza długość odcinka prostego między odcinkami krzywoliniowymi o zgodnym kierunku zwrotu [m] | Najmniejsza długość odcinka prostego między odcinkami krzywoliniowymi o zgodnym kierunku zwrotu [m] | Najmniejsza długość odcinka prostego między odcinkami krzywoliniowymi o zgodnym kierunku zwrotu [m] | 250  | 300  | 350  | 400  |
| Szerokość pobocza gruntowego [m]                                                                    | Szerokość pobocza gruntowego [m]                                                                    | Szerokość pobocza gruntowego [m]                                                                    | 1,5  | 1,5  | 1,5  | 1,5  |
| Szerokość pobocza utwardzonego [m]                                                                  | Szerokość pobocza utwardzonego [m]                                                                  | Szerokość pobocza utwardzonego [m]                                                                  | 2,0  | 2,0  | 2,0  | 2,0  |
| Minimalna odległość chodnika od krawędzi jezdni [m]                                                 | Minimalna odległość chodnika od krawędzi jezdni [m]                                                 | Minimalna odległość chodnika od krawędzi jezdni [m]                                                 | 5,0  | 5,0  | 5,0  | 5,0  |
| Minimalna wysokość skrajni drogi [m]                                                                | Minimalna wysokość skrajni drogi [m]                                                                | Minimalna wysokość skrajni drogi [m]                                                                | 4,7  | 4,7  | 4,7  | 4,7  |